# Octacnemus
Octacnemus is een geslacht uit de familie Octacnemidae en de orde Phlebobranchia uit de klasse der zakpijpen (Ascidiacea).

## Soorten
- Octacnemus alatus Monniot C. & Monniot F., 1985
- Octacnemus bythius Moseley, 1877
- Octacnemus ingolfi Madsen, 1947
- Octacnemus kottae Sanamyan & Sanamyan, 2002
- Octacnemus vinogradovae Sanamyan & Sanamyan, 1999
- Octacnemus zarcoi Monniot C. & Monniot F., 1984

Niet geaccepteerde soorten:
- Octacnemus herdmani Ritter, 1906 → Octacnemus bythius Moseley, 1877
- Octacnemus patagoniensis Metcalf, 1893 → Polyoctacnemus patagoniensis (Metcalf, 1893)